# Orde van Weefsters Vita Feminea Textura
De Orde van Weefsters Vita Feminea Textura is een Nederlandse initiatieke vereniging van vrouwen die zich ten doel stellen hun leven meer inhoud en zin te geven naar analogie van de vrijmetselarij.

## Geschiedenis
De Orde van Weefsters Vita Feminea Textura is opgericht op 17 juli 1947, als zelfstandige vereniging, in de geest verwant aan de Vrijmetselarij. Zij is opgericht door enkele vrouwen van vrijmetselaars, die streefden naar een orde met dezelfde ideeënsfeer als de vrijmetselarij, maar dan met specifiek op de vrouw gerichte riten en symbolen. De Orde biedt hulpmiddelen om het groeiproces dat een mens doormaakt te bevorderen. Dit gebeurt door middel van inwijdingen en gedachtewisselingen.
In 1950 vonden de eerste inwijdingen plaats. Sindsdien groeide de orde gestaag, tot een huidig ledental van circa 500. De doelstellingen en de geschiedenis van het ontstaan zijn beschreven in Leven is als weven door A.F. Fokker e.a. In 2001 is een afsplitsing in Nederland ontstaan: de Orde van Vrije weefsters Vinculum Verum. In 2002 werd een zusterorde in Frankrijk opgericht, met een loge in Parijs: De Ordre des Tisserandes de France.

## Werkwijze
De werkwijze van de Orde is die van inwijding. Dit is een ritueel spel, waarin het wezenlijke van de mens zelf, zijn plaats in de samenleving en zijn verhouding tot de "grond der dingen" wordt verbeeld. Deze driedeling wordt vormgegeven in de inwijding tot Spinster, Weefster en Ontwerpster. Deze corresponderen met leerling, gezel en meester in de vrijmetselarij.
- Het spinnen symboliseert het vormen van de eigen levensdraad, het vinden van de eigen richting.
- Het weven staat voor het inweven van de eigen levensdraad in het weefsel van de samenleving.
- Het ontwerpen is het zoeken naar de verbinding met het scheppend levensbeginsel, de grond der dingen.

Kenmerkend voor de Orde is het werken met symbolen, die gebruikt worden voor begrippen of voorstellingen van innerlijke processen die moeilijk onder woorden te brengen zijn. Ieder lid van de Orde zal naar eigen aard en inzicht deze symboliek moeten verwerken en er inhoud aan geven.
De symboliek vindt men in de inrichting van de ruimte, de attributen, de handelingen en in de verschillende rollen die tijdens het rituele spel worden gespeeld.

## Structuur
Naast de inwijdingen komen de leden nog twee à drie keer per maand bij elkaar om allerhande thema's te bespreken. Deze gedachtewisselingen kunnen plaatsvinden na een persoonlijke bezinning of een voordracht. Daarnaast wordt in kleine groepen wordt besproken welke betekenis ieder aan de gebruikte symbolen geeft (rituaalbespreking). Daarbij kan de vraag worden gesteld hoe dit alles zich verhoudt tot de dagelijkse werkelijkheid. 
De Orde kent geen leer en dat betekent dat er veel uiteenlopende opvattingen over levensbeschouwelijke zaken in de Orde te vinden zijn. Dit geeft de leden de mogelijkheid eigen opvattingen en inzichten naast elkaar te plaatsen, ze in een breed perspectief te beschouwen en zo van elkaar te leren.

## Aangesloten loges

### Actief
- Alkmaar: Vita Animo Concipere Est
- Amsterdam: Ludus Sacer
- Apeldoorn: Via Lucis
- Bergen op Zoom: Amethist
- Bussum: Sophia Omnia Vincit
- Groningen: Fons Vitae
- Hengelo: Sciviam
- 's-Hertogenbosch /Eindhoven: Het Elfde Licht
- Hoorn (Noord-Holland): Ariana
- Kampen: Aletheia
- Velp: Panta Rhei
- Velsen-Zuid: Vita Vera
- Zeist: De Cirkel
- Zwolle (Overijssel): Ad Fontes

### Inactief
- Delft: Catena Aurea (sinds 2021)
- Leiden: Rosa Ventorum (sinds 2023)